# Adam Heinrich Norwich

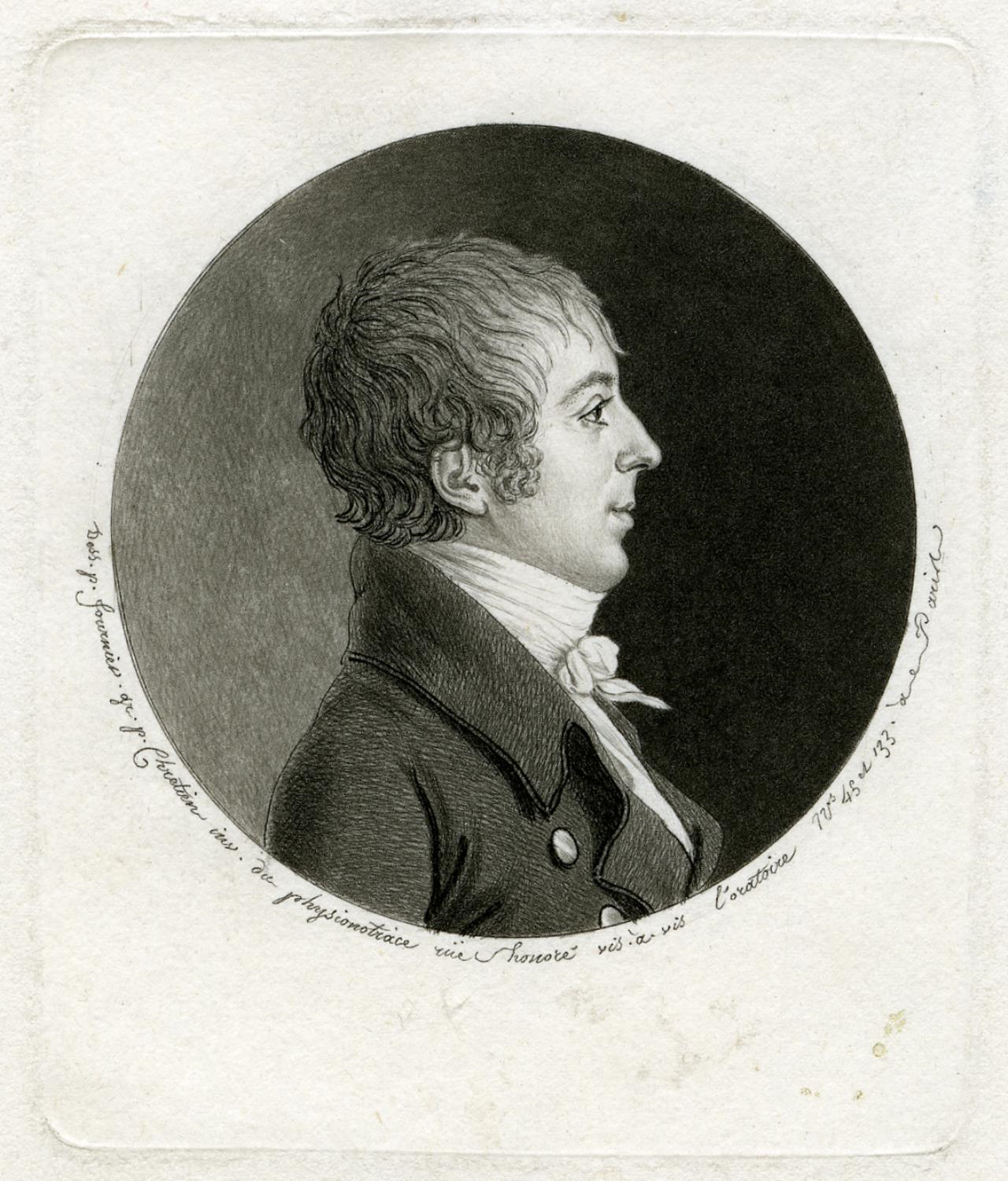
A. H. Norwich, Physionotrace von Jean Simon Fournier, Paris um 1800 Focke-Museum Bremen

Adam Heinrich Norwich (* 28. Mai 1771 in Bremen; † 28. Februar 1858 ebenda) war ein deutscher Kaufmann und Entomologe. Als junger Mann hatte er in England gelebt. Nach dem Tod seines Stiefvaters und Onkels, des Bremer Kaufmanns und Mitbegründers der Bremer Seefahrtsschule Georg Heinrich Norwich (1757–1815) ließ sich Adam Heinrich in Bremen nieder. Seine umfangreiche Sammlung von Schalen der Weichtiere und Insekten ist zusammen mit der seines Vetters Galenus Norwich (1787–1860) an die Gesellschaft Museum gelangt, dann an den Naturwissenschaftlichen Verein und schließlich an das heutige Überseemuseum.